# Настоящая короткокрылая камышовка

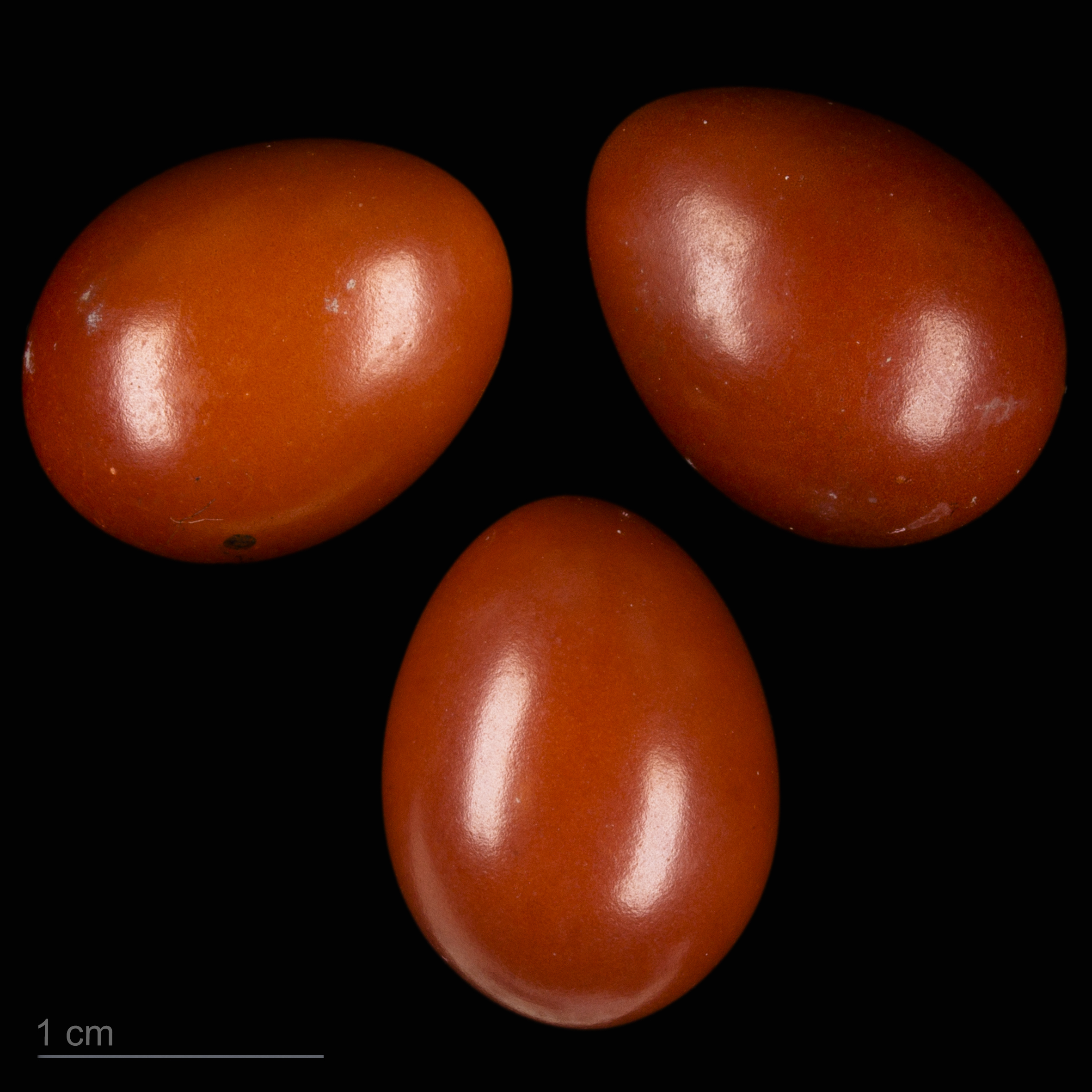
яйцо Horornis diphone cantans — Тулузский музеум

Настоящая короткокрылая камышо́вка, бамбуковая камы́шевка или бамбуковая широкохвостка (лат. Horornis diphone) — вид птиц из семейства ширококрылые камышевки.

## Описание
Длина тела составляет 15,5 см. Окраска оперения серовато-бурого цвета. Это очень скрытная птица. Обычно её можно наблюдать только весной, до того, как на деревьях появляются листья.

## Распространение
Распространена в Японии, Корее, Монголии, центральном Китае и на севере Филиппин. Зимой наблюдается на юге Китая и на Тайване. Предпочитает бамбуковые чащи. В России встречается на острове Сахалин и на Курильских островах.

## В культуре
Настоящая короткокрылая камышовка, называемая также японским соловьём, — это одна из «трёх знаменитых певчих птиц» Японии, наряду с синей мухоловкой (Cyanoptila cyanomelana) и японской зарянкой (Erithacus akahige).
Её песня — это один из излюбленных мотивов в японской поэзии, встречающийся во многих сборниках стихотворений, таких как «Манъёсю» и «Кокинсю». В хайку и рэнга камышовка — это одно из слов (киго), обозначающих начинающуюся весну. Она ассоциируется также с цветком сливы и вместе с неё изображается на картах ханафуда. На самом деле, песню камышовки можно услышать в Японии только поздней весной, когда цветы сливы уже увядают.
Зимой птица поёт другую песню, и тогда обозначается в хайку под именем сасако, а её песня называется сасанаки (песня сасако).
Испражнения камышовки использовались долгое время для отбеливания кожи и удаления морщин. Их использовали также для удаления пятен на кимоно. В японских магазинах можно встретить так называемое средство «угуису но фун».
«Соловьиный пол» в японских замках получил своё название из-за характерного, стрекочущего звука, издаваемого при прохождению по нему, похожего на пение камышовки. Такую форму «охранной сигнализации» можно встретить, например, в Нидзё, Тион-ин и Киото.